# Ферфилд Беј (Арканзас)
Ферфилд Беј (енгл. Fairfield Bay) град је у америчкој савезној држави Арканзас.

## Демографија
По попису из 2010. године број становника је 2.338, што је 122 (-5,0%) становника мање него 2000. године.
| Група             | 2000.         | 2010.         |
| Белци             | 2.409 (97,9%) | 2.245 (96,0%) |
| Афроамериканци    | 13 (0,5%)     | 5 (0,2%)      |
| Азијати           | 6 (0,2%)      | 8 (0,3%)      |
| Хиспаноамериканци | 13 (0,5%)     | 47 (2,0%)     |
| Укупно            | 2.460         | 2.338         |